# Tiur, Alba
Tiur (în maghiară Tűr, în germană Dürrdorf, în trad. „Satul secetos”) este o localitate componentă a municipiului Blaj din județul Alba, Transilvania, România.

## Date geologice
În subsolul localității se găsește un masiv de sare.
Pe teritoriul acestei localități se găsesc izvoare sărate si un izvor cu apă dulce.

## Istoric
Numele așezării apare pentru prima dată într-un document din 1313. Pe Harta Iosefină a Transilvaniei din 1769-1773 (Sectio 171 și 172) localitatea apare sub numele de "Tüür".

## Monumente
- Biserica reformată din Tiur, inițial romano-catolică, monument din secolul al XIII-lea
- Biserica Sfinții Arhangheli din Tiur, monument istoric din secolul al XVIII-lea
- Monumentul Eroilor Români din Primul Război Mondial. Obeliscul a fost ridicat în anul 1936 în cimitirul greco-catolic din satul Tiur, pentru a cinsti memoria eroilor români din Primul Război Mondial. Monumentul este realizat din beton mozaicat și are o înălțime de 1,8 m. Acesta este susținut de un postament simplu și o bază paralelipipedică, iar în partea superioară a obeliscului este fixată o cruce treflată. Pe latura frontală a obeliscului este un înscris comemorativ: „În amintirea eroilor din războiul mondial 1914-1918/ Tiur 1936“, urmat de 57 nume ale celor căzuți în război. Există și un alt monument al eroilor amplasat în centrul localității, în jurul său fiind un sens giratoriu.

## Transporturi
Satul a beneficiat de curând de îmbunătățiri, astfel încât nu mai există drumuri principale neasfaltate.

## Imagini

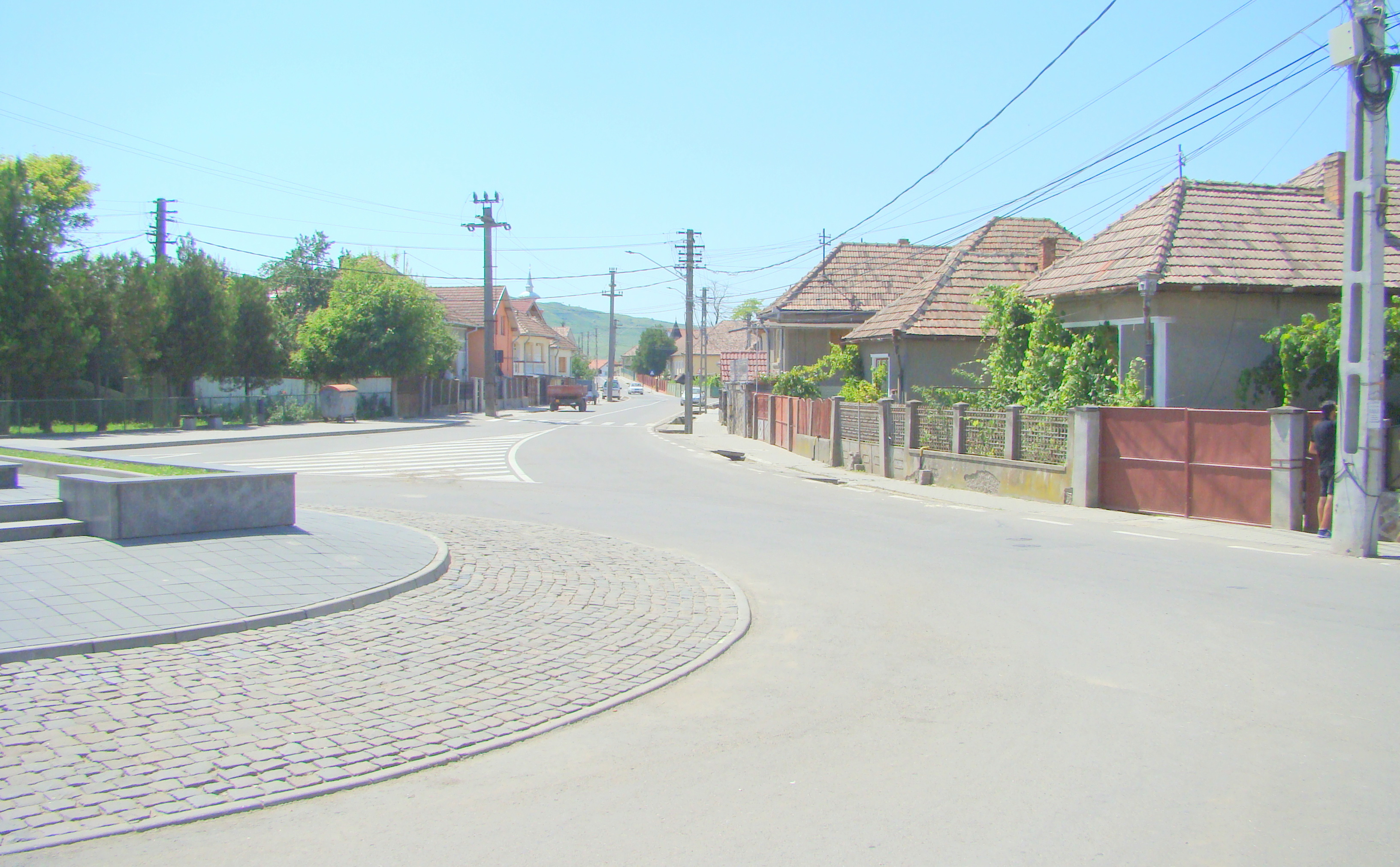
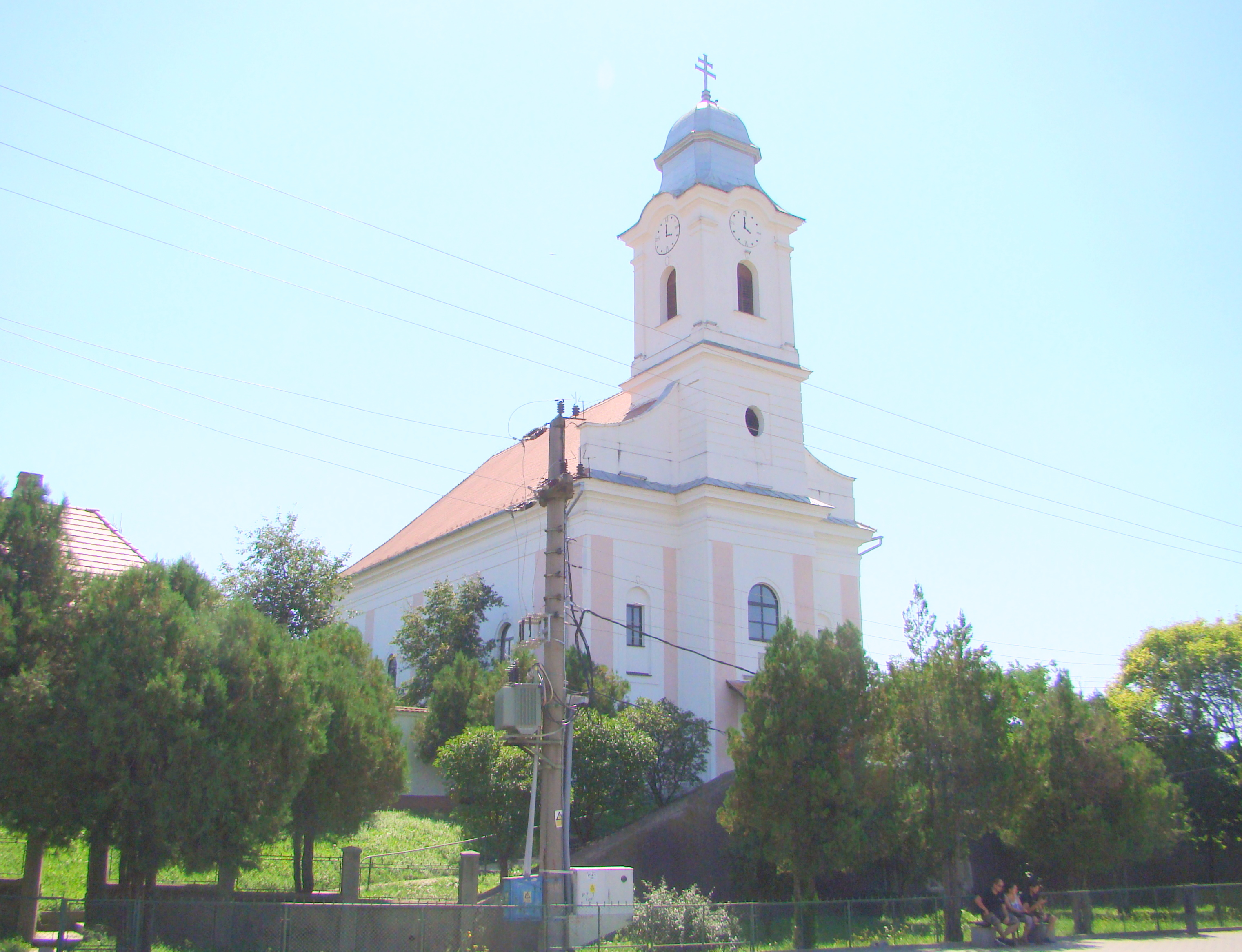
Biserica romano-catolică (1832)
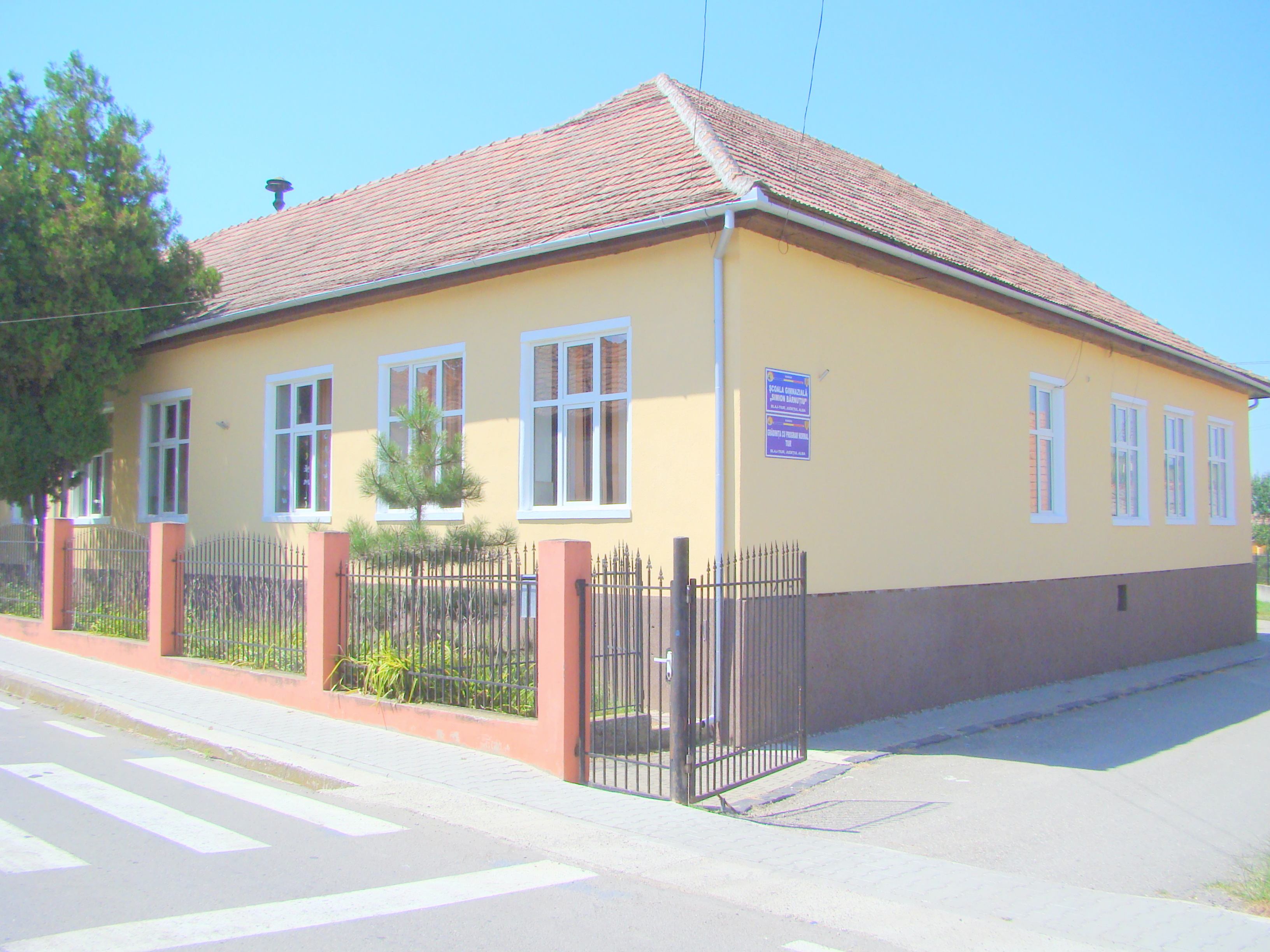
Școala gimnazială „Simion Bărnuțiu”
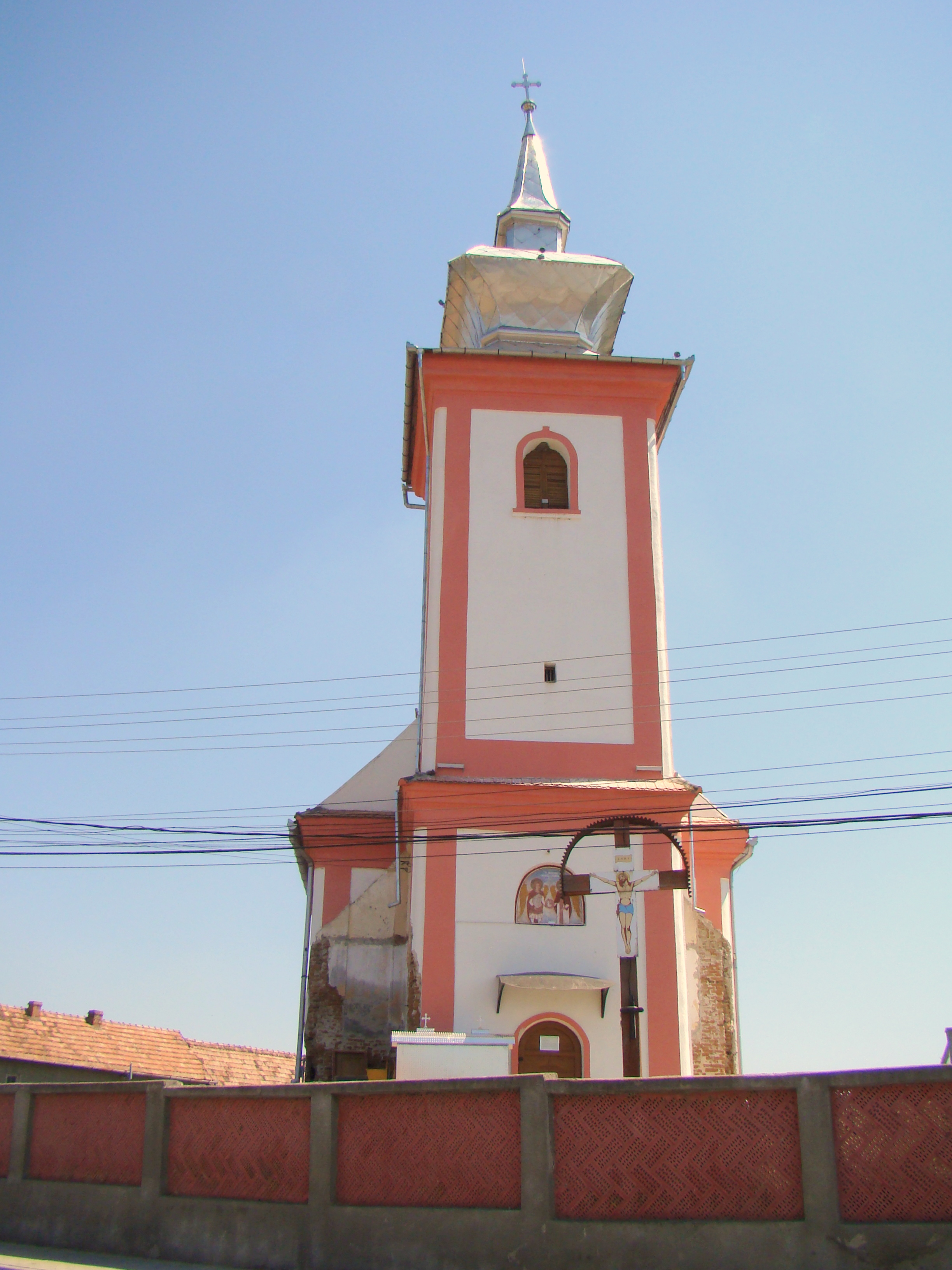
Biserica „Sfinții Arhangheli” (monument istoric)
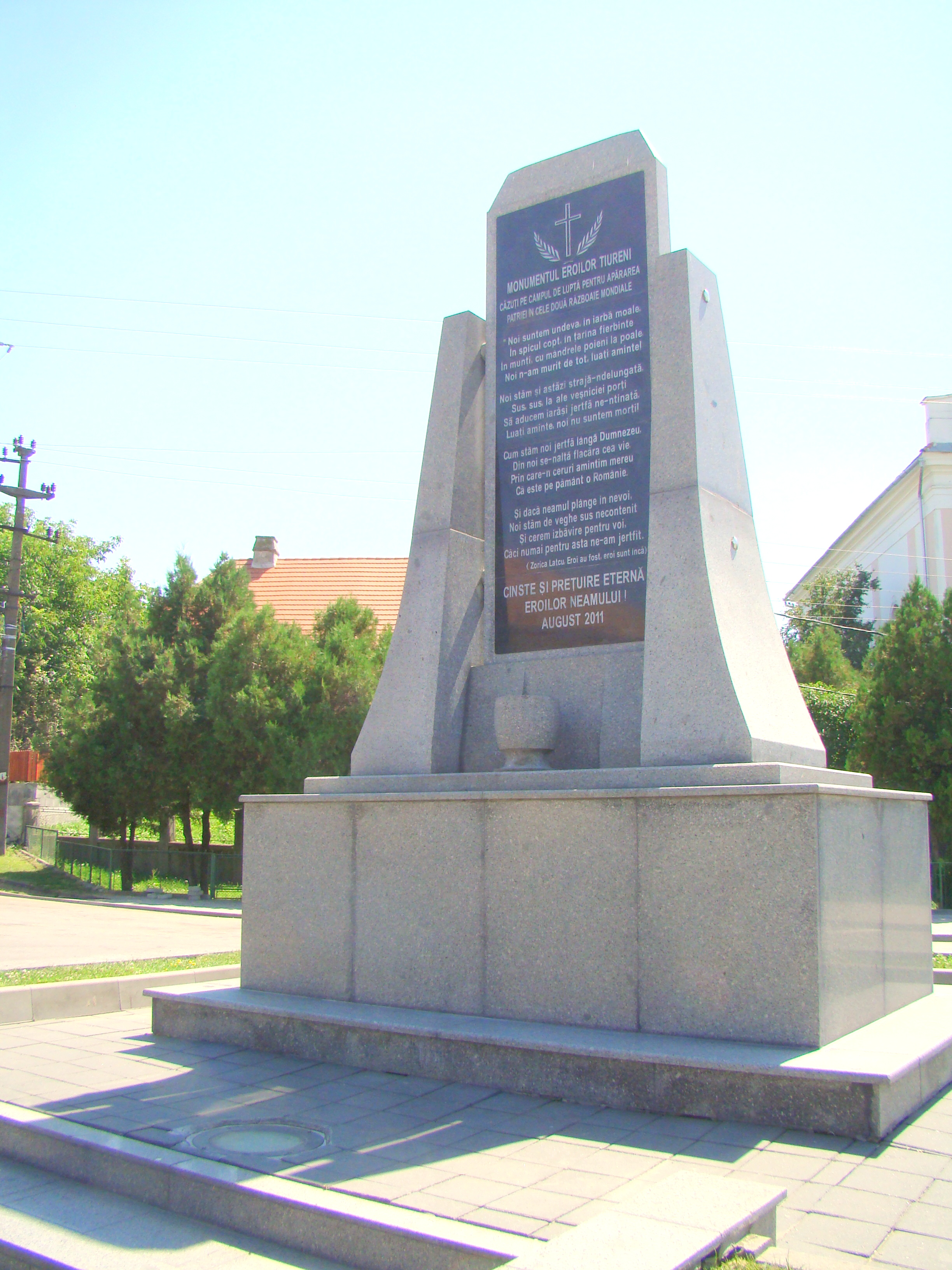
Monumentul eroilor
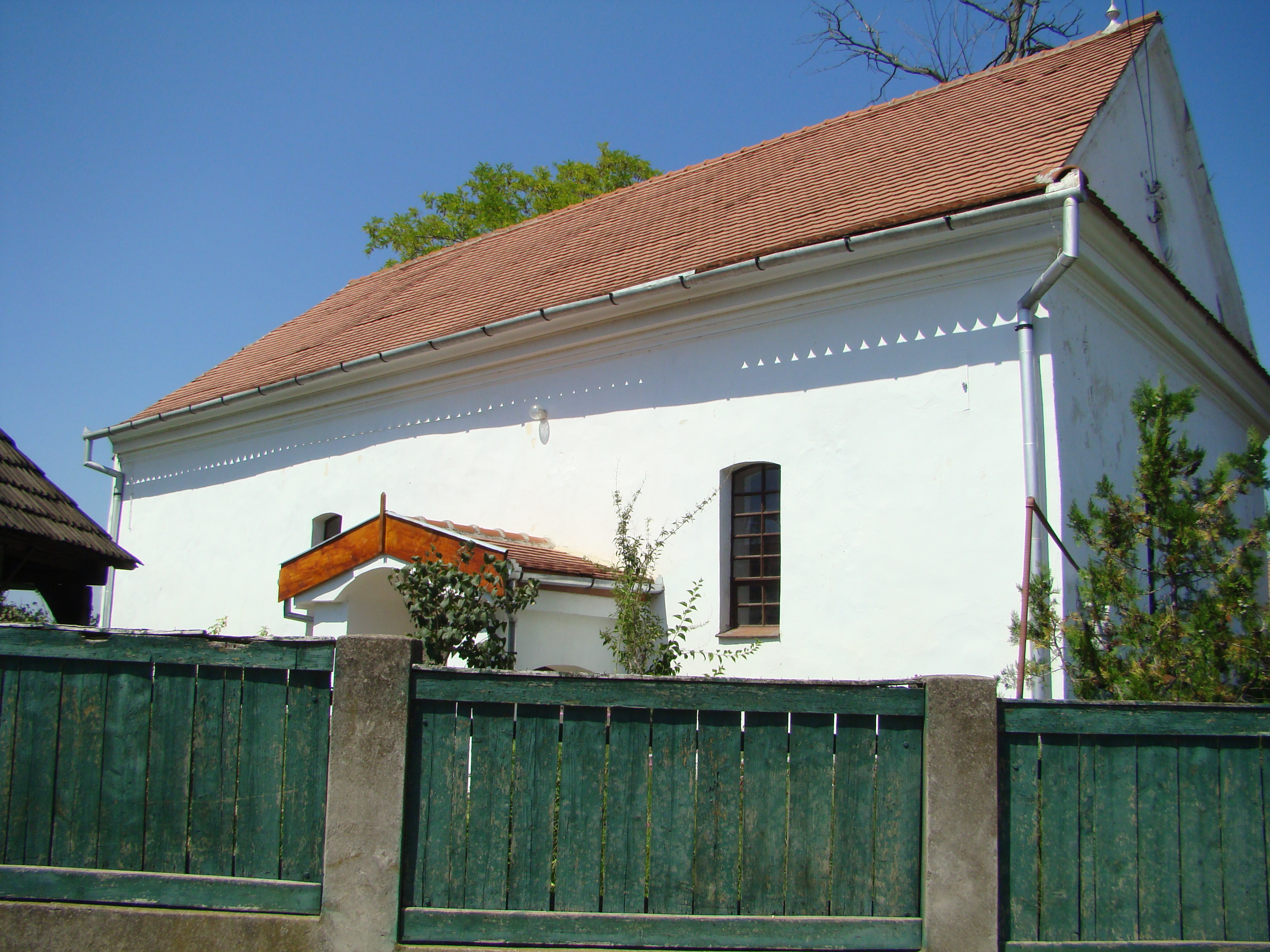
Biserica reformată
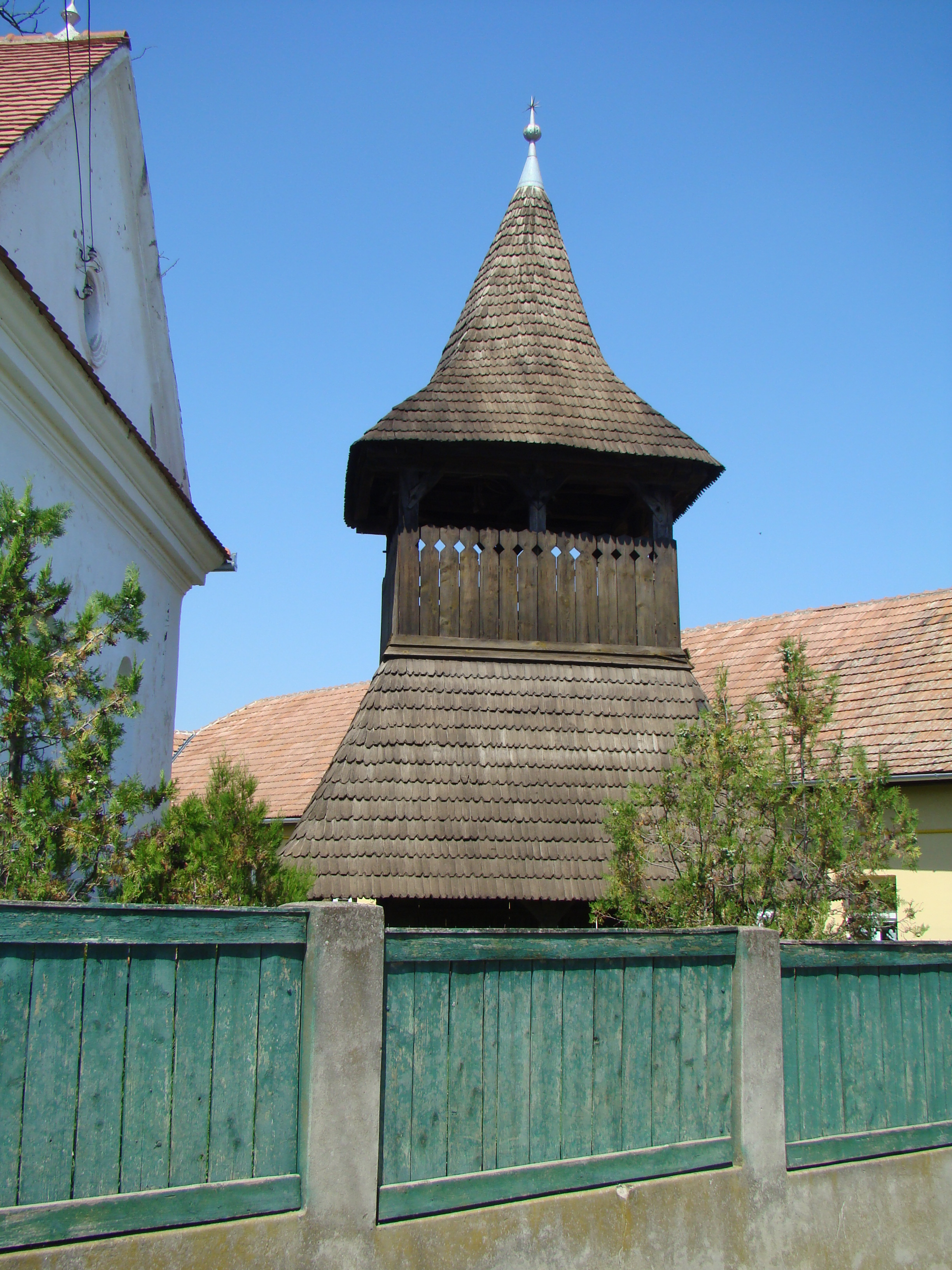
Clopotnița de lemn a bisericii reformate
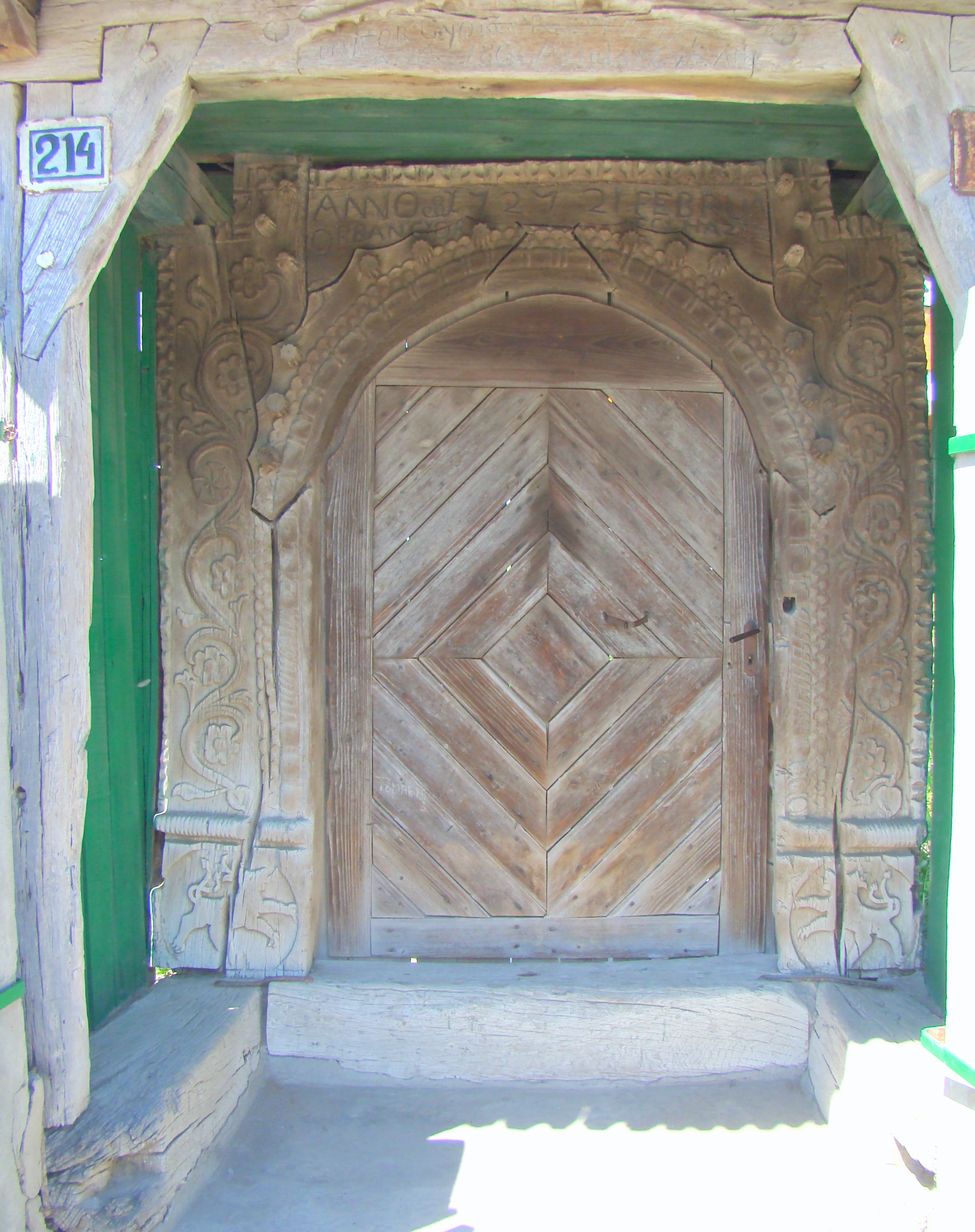
Poarta de lemn a bisericii reformate (monument istoric)
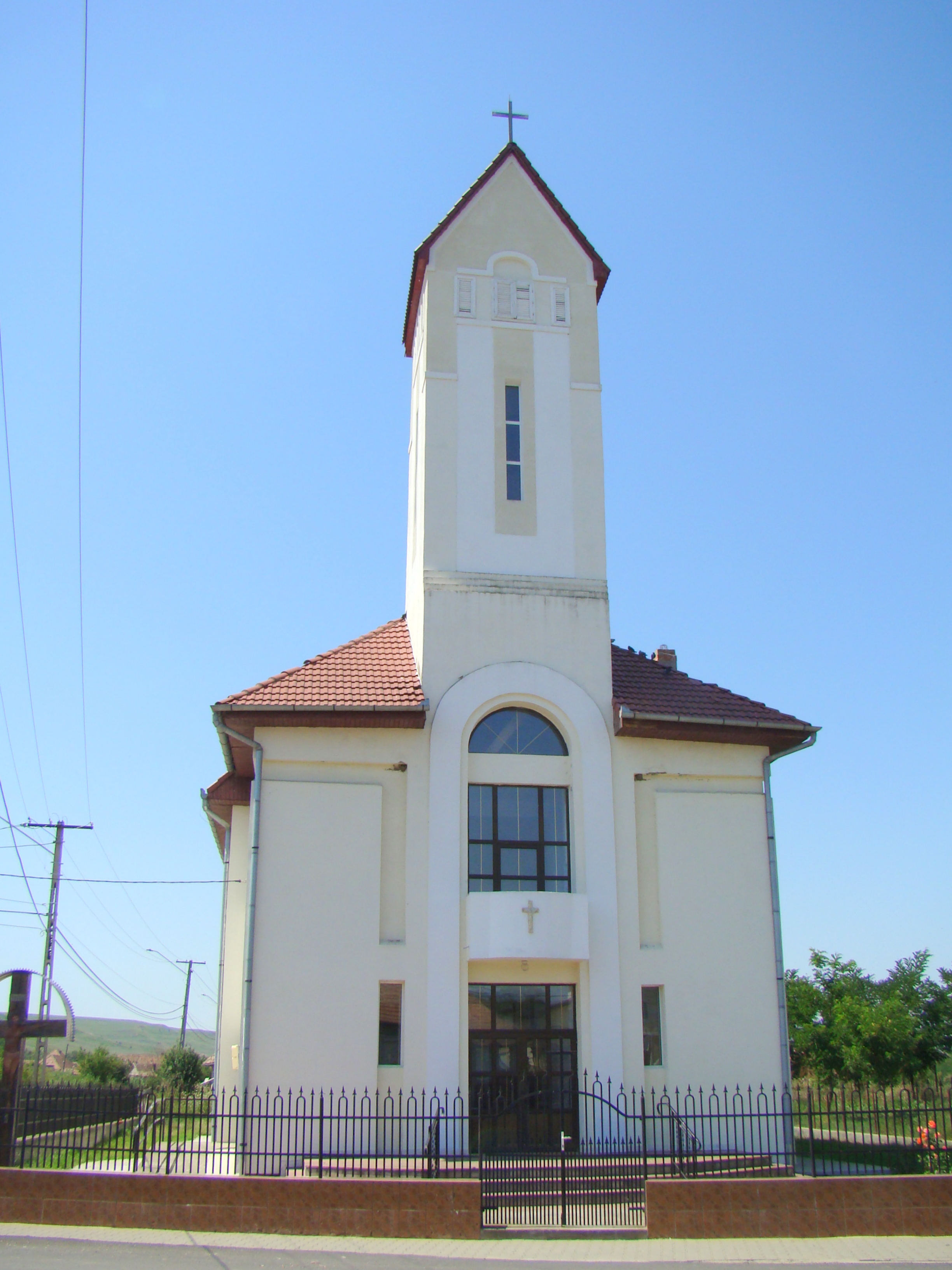
Biserica greco-catolică nouă